# Niklas Johansson
Niklas Johansson (...) è un giocatore di football americano e allenatore di football americano svedese che gioca nel ruolo di offensive tackle.

## Palmarès
- 1 IFAF Europe Champions League (Carlstad Crusaders, 2015)
- 1 BIG6 (New Yorker Lions, 2017)
- 1 ELF (Vienna Vikings, 2022)
- 5 SM-final (Carlstad Crusaders, 2014, 2015, 2016, 2017, 2020)